# Karlsruher FC Phönix
Karlsruher FC Phönix was een Duitse voetbalclub die opgericht werd in 1894 en die in 1922 ook een atletiekafdeling en in 1925 een handbalafdeling kreeg.
De club was een van de stichtende clubs van de Duitse voetbalbond in 1900 en werd in 1909 de zesde Duitse landskampioen. Vanaf 1912 heet de club officieel Karlsruher FC Phönix (Phönix-Alemannia). In 1952 fuseerde de club met VfB Mühlburg tot de huidige Karlsruher SC.

## Geschiedenis

### Beginjaren

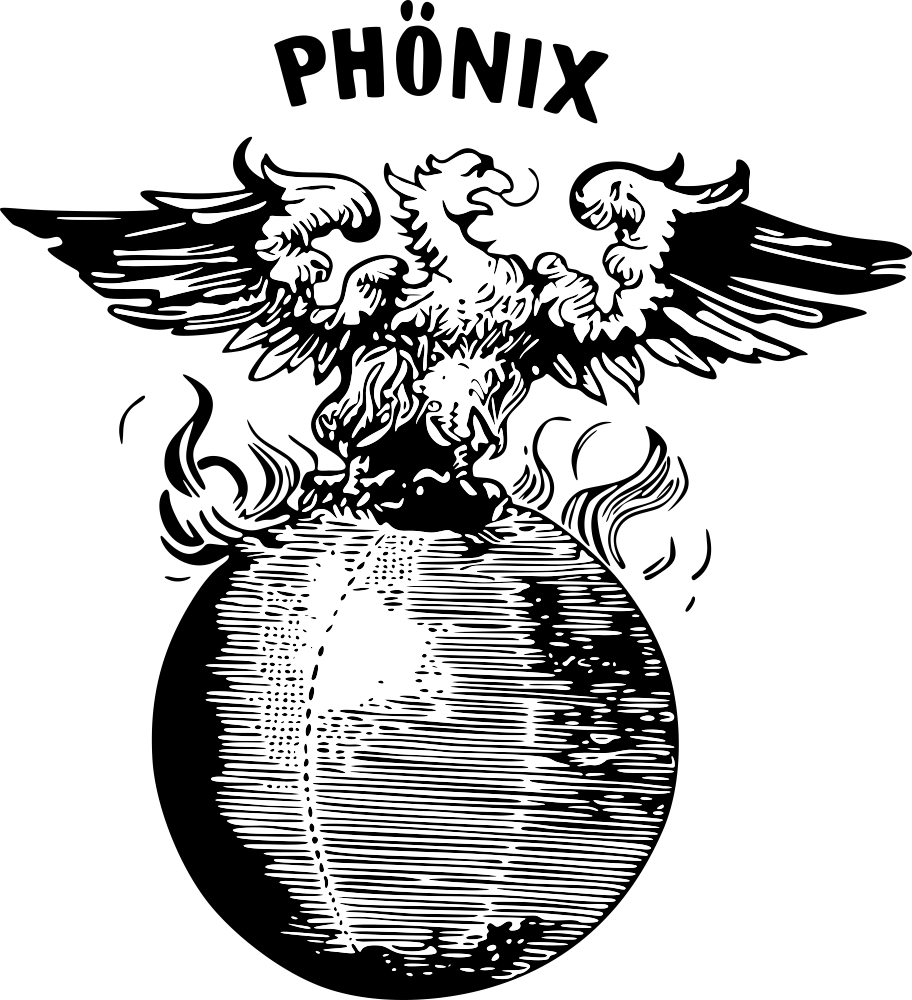
1897

In de beginjaren van het voetbal had de jonge sport het moeilijk om zich in de turn- en sportverenigingen een plaats te veroveren. Vaak werd er neergekeken op de sport die van Engeland naar het Europese vasteland overwaaide. Hierdoor werden er onafhankelijk van een sportclub afzonderlijke voetbalclubs opgericht. Hoewel er in Karlsruhe al drie clubs bestonden International Football Club (1889), Karlsruher FV (1891) en FC Karlsruher Kickers (1893) besloten enkele leden van de Karlsruher Turngemeinde op 6 juni 1894 de Karlsruher FC Phönix op te richten. Er speelden voornamelijk studenten bij de club.
In 1897 was de club samen met nog zeven andere clubs oprichter van de Zuid-Duitse voetbalbond. Meteen werd er ook een eerste kampioenschap georganiseerd. In de eerste jaren was Karlsruher FV de dominerende club in de competitie. In 1902-'03 plaatste Phönix zich voor de Zuid-Duitse eindronde en versloeg 1. FC Pforzheim met 6:5. In de tweede ronde verloor Phönix echter van rivaal KFV met 2:0.

### Topclub
Na enkele jaren in de schaduw van Karlsruher FV gespeeld te hebben, ontwikkelde Phönix zich rond 1904/05 tot een topclub die niet alleen op regionaal maar ook op nationaal niveau succes had. KFV werd in 1904 met 4:3 verslagen en ook de jeugdafdeling won dat jaar alle vier de wedstrijden tegen de aartsrivaal.
In seizoen 1908-'09 werd de club voor het eerst kampioen van de Südkreisliga, de toenmalige hoogste klasse en liet Stuttgarter Kickers, 1. FC Pforzheim en KFV achter zich. Hiermee kwalificeerde de club zich voor de Zuid-Duitse eindronde en won daar vijf van de zes wedstrijden en liet onder andere 1. FC Nürnberg achter zich. In de eindronde om de landstitel walste de club over de tegenstanders heen. Nadat in de kwartfinale FC München-Gladbach met 5:0 verslagen werd, kreeg SC Erfurt 1895 in de halve finale met 9:1 een veeg uit de pan, Otto Reiser maakte hierbij een hattrick. De finale werd in Breslau gespeeld dat 800 km van Karlsruhe verwijderd was. Daarvoor moesten de spelers twintig uur reizen. Na een goal van Willi Worpitzky kwam BTuFC Viktoria 1889 op voorsprong, maar kapitein Arthur Beier maakte in de 30ste minuut de gelijkmaker en amper vier minuten later zette Noë Phönix op voorsprong. Met nog goals van Leibold en opnieuw Noë kwamen ze 4-1 voor. Helmut Röpnack maakte nog de aansluitingstreffer maar het was Phönix dat kampioen werd.
Twee maanden voor de titel werden er al twee spelers, Emil Oberle en Robert Neumaier opgeroepen om te spelen voor het nationaal voetbalelftal. Met Karl Wegele (15 interlands vanaf 1910) en Otto Reiser (één interland in 1911) leverde de club in de volgende jaren nog twee spelers voor het nationaal elftal.
In het volgende seizoen eindigden Phönix en KFV samen aan de top van het klassement. Er werd niet naar het doelsaldo gekeken, wat in het voordeel van KFV geweest zou zijn, daarom kwam er een beslissingswedstrijd. In Pforzheim won KFV voor 5000 toeschouwers met 3:0 en plaatste zich zo voor de eindronde, waar Phönix als titelverdediger rechtstreeks voor geplaatst was. In de kwartfinale werd VfB Leipzig verslagen en in de halve finale trof de club Karlsruher FV in het stadion van KFV. Er kwamen 8000 toeschouwers opdagen, een toenmalig record voor een wedstrijd in de eindronde. KFV won met 2:1 en stootte door naar de finale die het ook won.
Phönix moest opnieuw genoegen nemen met ereplaatsen en kon zich daardoor ook niet meer plaatsen voor de eindronde. In 1912 fuseerde de club met FC Alemannia, die sinds 1908 ook in de Südkreisliga speelde. De fusieclub nam de naam Karlsruher FC Phönix (Phönix-Alemannia) aan. De fusie bracht echter geen nieuwe sportieve successen met zich mee en in de laatste seizoenen voor de Eerste Wereldoorlog eindigde de club in de middenmoot.

### Tussen de Wereldoorlogen
Na de oorlog hervormde de bond de competitie en voerde de Badense competitie in. Na twee jaar middenmoot werd de competitie opnieuw hervormd en ging de club in de Württemberg-Badense competitie spelen. Er waren  in het eerste jaar vier reeksen en Phönix won zijn reeks, maar verloor de strijd om de Badense titel. Het volgende seizoen waren er nog maar twee reeksen en werd de club derde. In 1923-'24 was de competitie teruggebracht tot één reeks en de concurrentie was nu moordend. Phönix eindigde laatste en degradeerde voor het eerst uit de hoogste klasse. Na twee seizoenen promoveerde Phönix weer. In 1927 werd de Badense competitie opnieuw ingevoerd en in het eerste seizoen eindigde Phönix samen met KFV op de eerste plaats, maar de club verloor de beslissende wedstrijd met 6:1. Wel mocht de club nog eens naar de Zuid-Duitse eindronde, waar ze laatste werden. Ook de volgende drie seizoenen mocht de club naar de eindronde na twee derde plaatsen en een tweede plaats, maar het kon daar nooit een goed resultaat boeken. Na een middenmootplaats in 1931-'32 werd de club het jaar erna nog eens kampioen. Maar ook nu kon de club in de eindronde niets bereiken.
Nadat de nationaalsocialisten de macht  in het land overgenomen hadden, werd de hele competitie gereorganiseerd. De zeven regionale kampioenschappen werden vervangen door 16 Gauliga's. In de Gauliga Baden kwam er nu concurrentie van sterke clubs uit Mannheim, zoals Waldhof, VfR en Neckarau die zich alle twaalf kampioenschappen van de Gauliga toe-eigenden. In Karlsruhe zelf was het een nieuwe club VfB Mühlburg die de beste resultaten behaalde. Deze was in 1933 door een fusie tussen FC Mühlburg 05 en VfB Karlsruhe tot stand gekomen. 
In 1934-'35 werd de club nog vicekampioen achter VfR Mannheim, maar een jaar later degradeerde de club alweer. In de Bezirksklasse werd de club kampioen. In een eindronde met zeven teams won Phönix alle wedstrijden en promoveerde daarmee weer. De volgende jaren eindigde de club altijd in de middenmoot. In 1942-'43 werd Phönix opnieuw laatste, maar doordat de Gauliga  tijdens de oorlog verder opgesplitst werd, degradeerde de club niet. Om een volwaardig team te kunnen blijven opstellen, gingen een aantal clubs in Duitsland een tijdelijke fusie aan (een KSG) en Phönix trad samen met FC Germania Durlach als KSG Phönix/Germania Karlsruhe aan. Ook dit seizoen werd de club laatste.

## Degradatie naar derde klasse en fusie
In het eerste naoorlogse seizoen werd de club slechts 15de. Dit was in de Oberliga Süd, die nu de hoogste klasse vormde. Het volgende seizoen degradeerde de club zelfs naar de Landesliga Nordbaden. Toen in 1950 de 2. Oberliga werd ingevoerd als tweede klasse werd de club hier niet voor geselecteerd.
Rivaal VfB Mühlburg dat in 1947 naar de Oberliga promoveerde, had zich daar inmiddels gevestigd als een stevige middenmoter. Phönix, dat zich in sportieve en financiële problemen bevond, opperde het idee voor een fusie met Mühlburg en KFV om één grote club voor Karlsruhe te maken.
Karlsruher FV wees het fusievoorstel resoluut af, maar Mühlburg had er wel oren naar. Omdat het stadion van Mühlburg in de Tweede Wereldoorlog verwoest was, werd er een nieuw gebouwd met 30 000 plaatsen. Op 16 oktober 1952 fusioneerden de clubs eindelijk.

## Erelijst
Landskampioen
1908/09
Kampioen Baden
1933